# 5270 Kakabadze
5270 Kakabadze è un asteroide della fascia principale. Scoperto nel 1979, presenta un'orbita caratterizzata da un semiasse maggiore pari a 2,5753281 UA e da un'eccentricità di 0,1383424, inclinata di 11,33233° rispetto all'eclittica.